# Mente (re dei Tafi)
Mente (in greco antico: Μέντης?, Méntes), figlio di Anchialo, fu un re dei Tafi nella mitologia greca; è menzionato nell'Odissea.
Nel libro I dell'Odissea, la dea Atena assume i panni di Mente, vecchio amico della famiglia di Ulisse, quando va a visitare suo figlio Telemaco. Atena, travestita da Mente, dice a Telemaco di stare navigando verso la città di Temese con il suo equipaggio, affermando di essere alla ricerca di rame. Mente (Atena nella realtà) suggerisce a Telemaco di convocare un consiglio per cercare di cacciare i pretendenti. Poi gli suggerisce di incontrare il re Nestore a Pilo e il re Menelao di Sparta, per fare indagini sulla sorte del padre. Infine, tornando a casa, dovrebbe uccidere i pretendenti, di nascosto o pubblicamente.
Sebbene Mente non abbia avuto altre apparizioni nei miti greci antichi, egli divenne il simbolo del guardiano e mentore. Successivamente, il suo nome acquisì un'accezione negativa, andando ad indicare un messaggero sinistro.
Non va confuso con Mentore, il più vecchio amico di Ulisse, alle cui cure fu affidato Telemaco all'indomani dello scoppio della guerra di Troia (per aggiungere ulteriore confusione, nel II libro dell'Odissea Atena assume anche le sembianze dello stesso Mentore). 
Questo Mente non va confuso neanche con quello citato nell'Iliade e re dei Ciconi.